# Aïn Nouïssy
Aïn Nouïssy (în arabă عين نويسي) este o comună din provincia Mostaganem, Algeria.
Populația comunei este de 14.530 de locuitori (2008).